# Herz Jesu (Elberfeld)

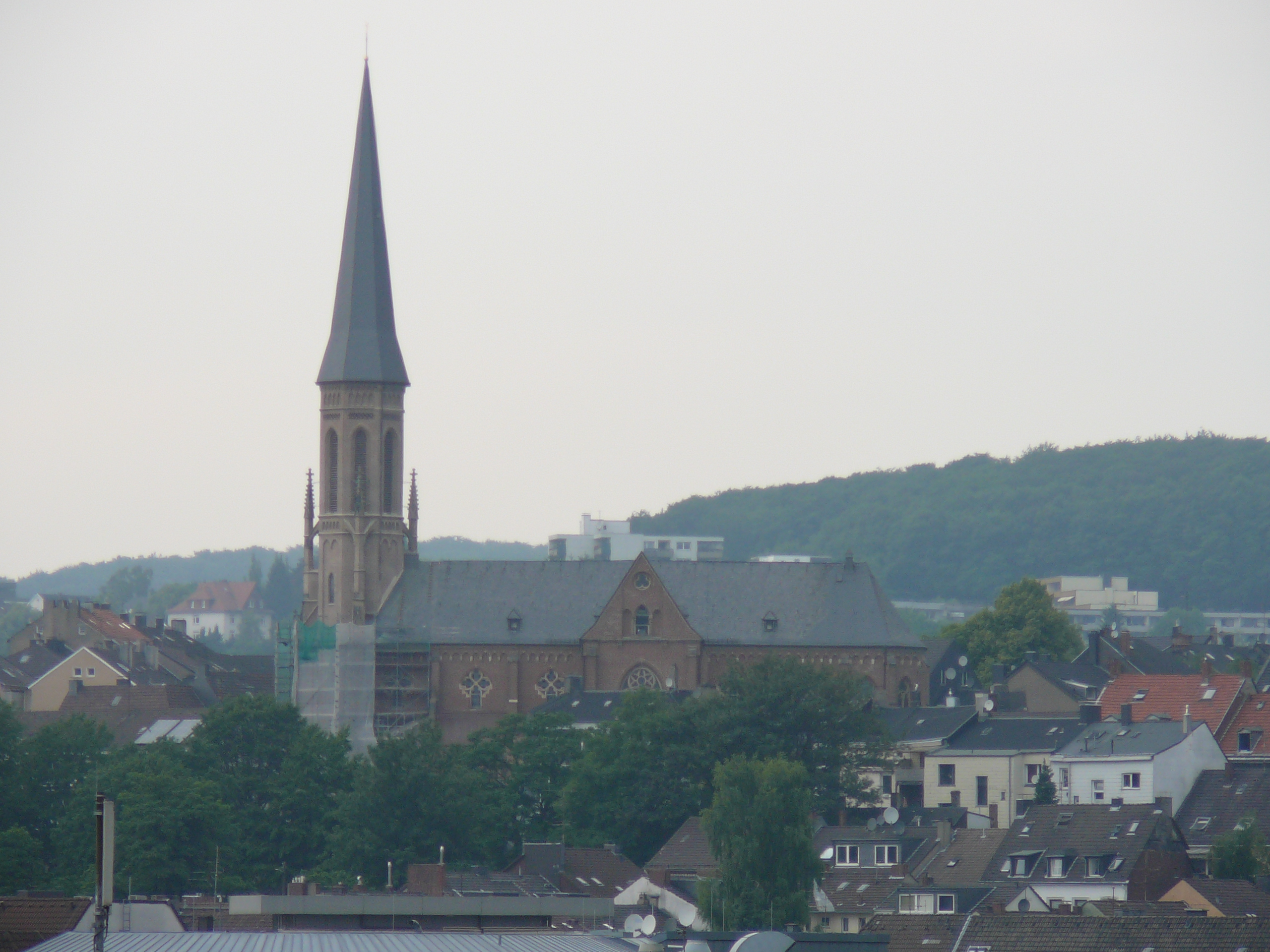
Herz Jesu

Herz Jesu, im Volksmund auch Nordstadt-Dom genannt, in der Elberfelder Nordstadt in Wuppertal ist die dritte im 19. Jahrhundert erbaute katholische Kirche des Stadtteils.

## Geschichte
Die katholische Gemeinde plante für den in der zweiten Hälfte des 19. Jahrhunderts stark expandierenden Norden und Osten Elberfelds die Ausgliederung neuer Pfarreien aus der Laurentius-Gemeinde. Zeitgleich mit Herz Jesu wurde auch die Marienkirche am Elberfelder Ostrand geplant. Mit dem Entwurf beauftragt wurde der Architekt August Lange (1834–1883), ein Schüler Georg Gottlieb Ungewitters (1820–1864), der ein berühmter Neugotiker und Verfasser eines Gotischen Musterbuchs war. Nach Langes Tod führte der Diözesanbaumeister Franz Schmitz die Bauarbeiten zu Ende. Bernhard August Thiel legte im Mai 1884 während eines Heimatbesuches den Grundstein der Kirche, am 30. September 1886 erfolgte die Benediktion der Kirche.
Lange plante die Kirche als neogotische, dreischiffige Basilika mit einem ebenfalls dreischiffigen Querschiff, was einen deutlichen Kontrapunkt zu den meist schlicht gehaltenen, einschiffigen protestantischen Predigtkirchen Elberfelds setzt. Langhaus und Chor sind nach Nordosten ausgerichtet. Kapellen- und Sakristeianbauten befinden sich in den Winkeln der Kreuzarme. Dem Gebäude ist im Südwesten ein schlanker, spitzer achteckiger Turm vorgelagert, dessen quadratischer Unterbau rechtwinklig zum Straßenraster steht, während das Kreuz des Kirchengrundrisses die Verlängerung der Turmdiagonale als Achse des Langhauses aufnimmt – also schräg zu den Straßen steht – das rechteckige Grundstück damit optimal ausnutzt und dadurch einen Kirchraum mit Plätzen für rund 1.000 Gläubige (unter Verzicht auf Emporen) ermöglicht. Das Hauptportal befindet sich am Ende des südöstlichen Querarms. Über der sterngewölbten Vierung erhob sich ursprünglich ein kleines, schlankes Vierungstürmchen. Die vier Kreuzarme bestehen aus je zwei kreuzgewölbten, schmalrechteckigen Jochen, was die Kirche einem Zentralbau annähert, der freilich durch den Hochaltar im 5/8-Chor funktional nicht mitvollzogen wurde.
Die Kirche ist vollständig aus Backstein errichtet, allein die Portale und die Säulen im Innern bestehen aus Sandstein. Gotische Maßwerkfenster, Wimperge, Friese und Strebepfeiler verzieren das Äußere. Elf der ursprünglichen Kirchenfenster mit figürlichen Darstellungen und mehrere Fenster mit grafischen Mustern wurden von der Köln-Lindenthaler Glasmalerei Schneiders und Schmolz angefertigt. Das Innere der Kirche war ursprünglich ausgemalt.
Die Kirche wurde durch einen Bombenangriff im Jahr 1943 bis auf die Außenmauern zerstört und in den Jahren 1948/49 wieder aufgebaut. Eine weitere Renovierung erfolgte in den Jahren 1970/71, wobei – angeregt durch das Zweite Vatikanische Konzil – der Altar in der Mitte der Vierung angebracht wurde. In den Jahren 2005 bis 2007 erfolgte eine grundlegende Sanierung. Innen wurde eine neue farbige Gestaltung gewagt, außen wurden die Fugen im Mauerwerk erneuert. Zurzeit wird die vollständige neogotische Inneneinrichtung saniert.
Heute ist die Herz-Jesu-Kirche Pfarrkirche im Elberfelder Norden. Zur Herz-Jesu-Gemeinde gehören auch die Kirchen St. Maria Hilf in Wuppertal-Dönberg, Christ König, St. Michael und St. Johannes Ev. in Elberfeld.

## Glocken
Für die Herz-Jesu-Kirche lieferte die renommierte Glockengießerei Otto aus Hemelingen bei Bremen im Jahr 1896 vier Bronzeglocken. Drei dieser Glocken wurden im Ersten Weltkrieg beschlagnahmt und eingeschmolzen; nur eine Glocke blieb erhalten. Nach dem Krieg lieferte Otto im Jahr 1925 zwei neue Bronzeglocken. Diese drei OTTO-Glocken bilden zusammen mit einer Glocken von Petit & Gebr. Edelbrock (Gescher) aus dem Jahr 1962 das heutige vierstimmige Glockengeläut, welches gestimmt ist auf: cis′ – dis′ – eis′ – fis′. Die kleine fis′-Glocke musste 2017 aus statischen Gründen dem Geläut entnommen werden und läutet seither als dritte Glocke der Kirche St. Suitbertus.